# Bife à Chateaubriand

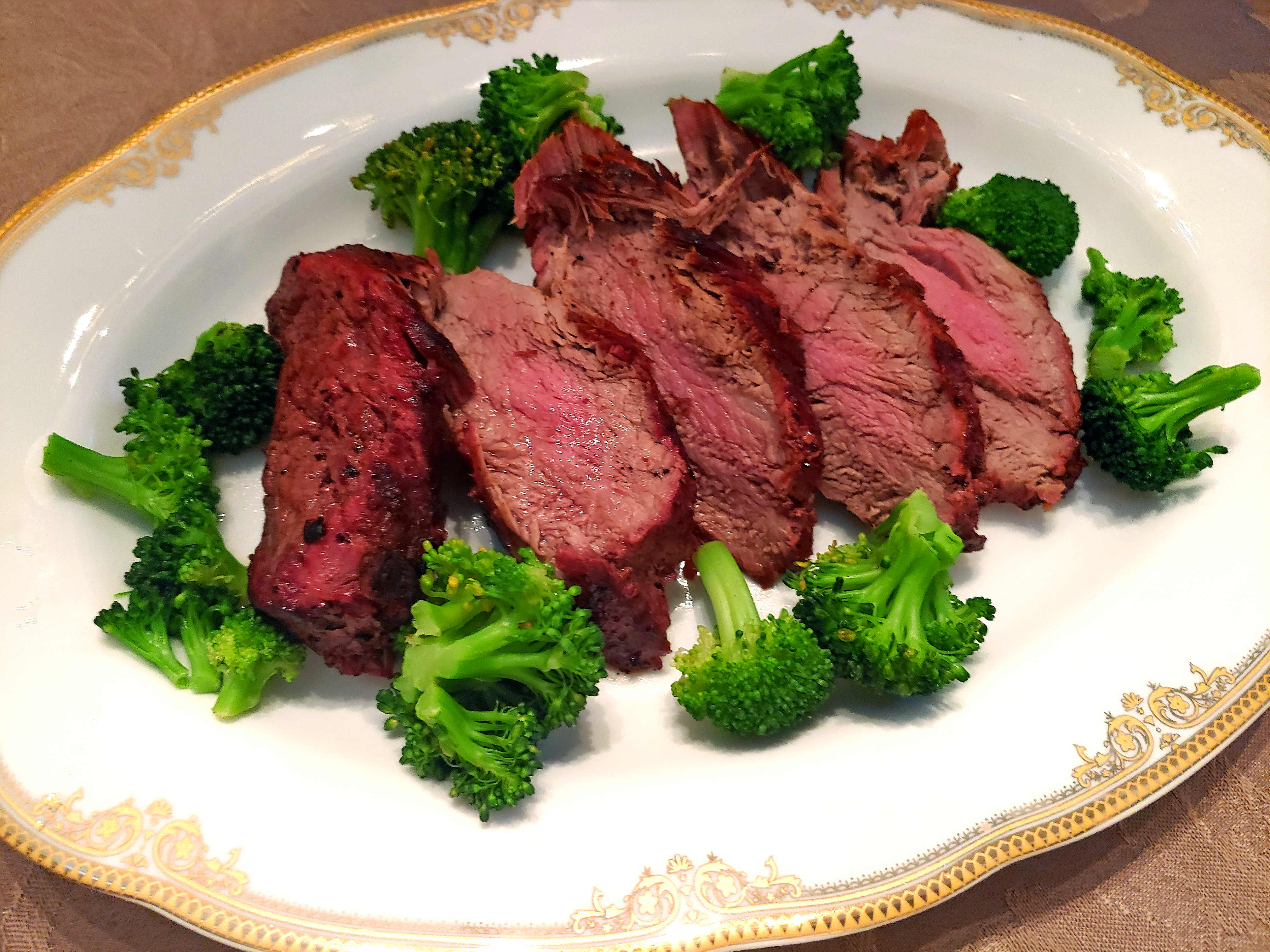
Chateaubriand servido com legumes

O chateaubriand (na França também escrito châteaubriant) é um bife de lombo de vitela, muito grosso, assado na grelha, de cor rosada no interior e servido acompanhado de legumes verdes (ervilhas, feijão-verde etc). Este prato é uma especialidade francesa inventada pelo escritor e diplomata Visconde de Chateaubriand. Inicialmente era um bife do lombo delicadamente recheado. Hoje é simplesmente uma espécie de steak duplo rodeado de legumes.